# 楊樸 (遼國)
杨朴（11世纪?—1132年），辽朝辽东铁州（今辽宁营口县东南）人，渤海人。早年辽国进士及第，累官校书郎。
金收国二年（1116年），杨朴归降于金，完颜阿骨打在称帝之时，杨朴建言“以王为姓，以旻为名，国号大金”的建议。收國二年十二月初一（庚申朔日，公元1117年1月5日），諳班勃極烈完顏吳乞買及群臣為阿骨打上尊號稱大聖皇帝，改陰曆第二年（1117年）為天輔元年。